# JBL (企業)
JBL（ジェービーエル）は、アメリカ合衆国カリフォルニア州ノースリッジに本拠地を置く、韓国のサムスン電子傘下の音響機器製造会社である。
ジェームス・B・ランシングにより1946年に設立された。1969年にジャービス・コーポレーション（Jervis Corporation 、現ハーマン・インターナショナル・インダストリーズ）に買収され、傘下に入った。
その後、韓国のサムスン電子がハーマン・インターナショナル・インダストリーズを買収したことで、その傘下に入った。
現在コンシュマー向けのJBLとプロフェッショナル向けのJBL Professionalの2つのブランドが存在している。

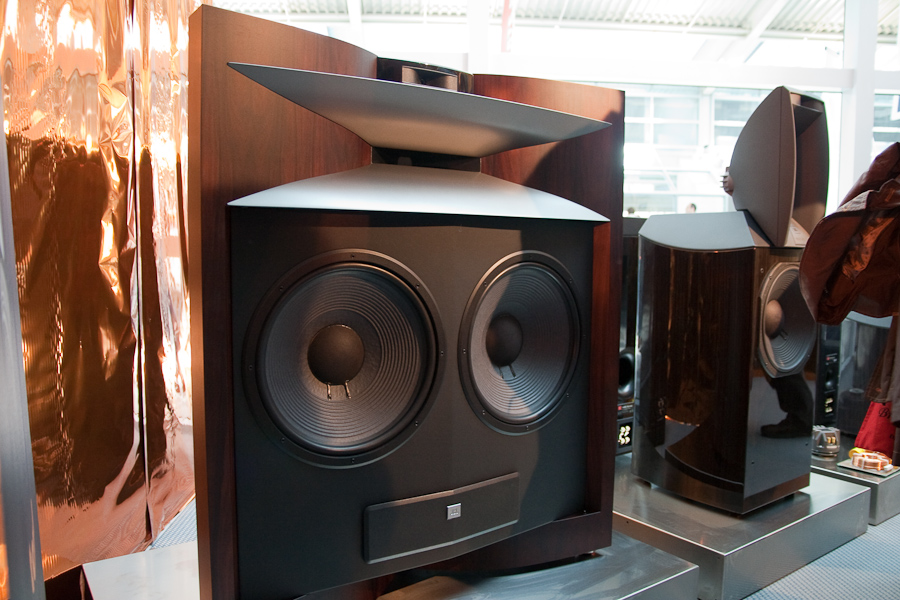
Project Everest DD67000

## 製品

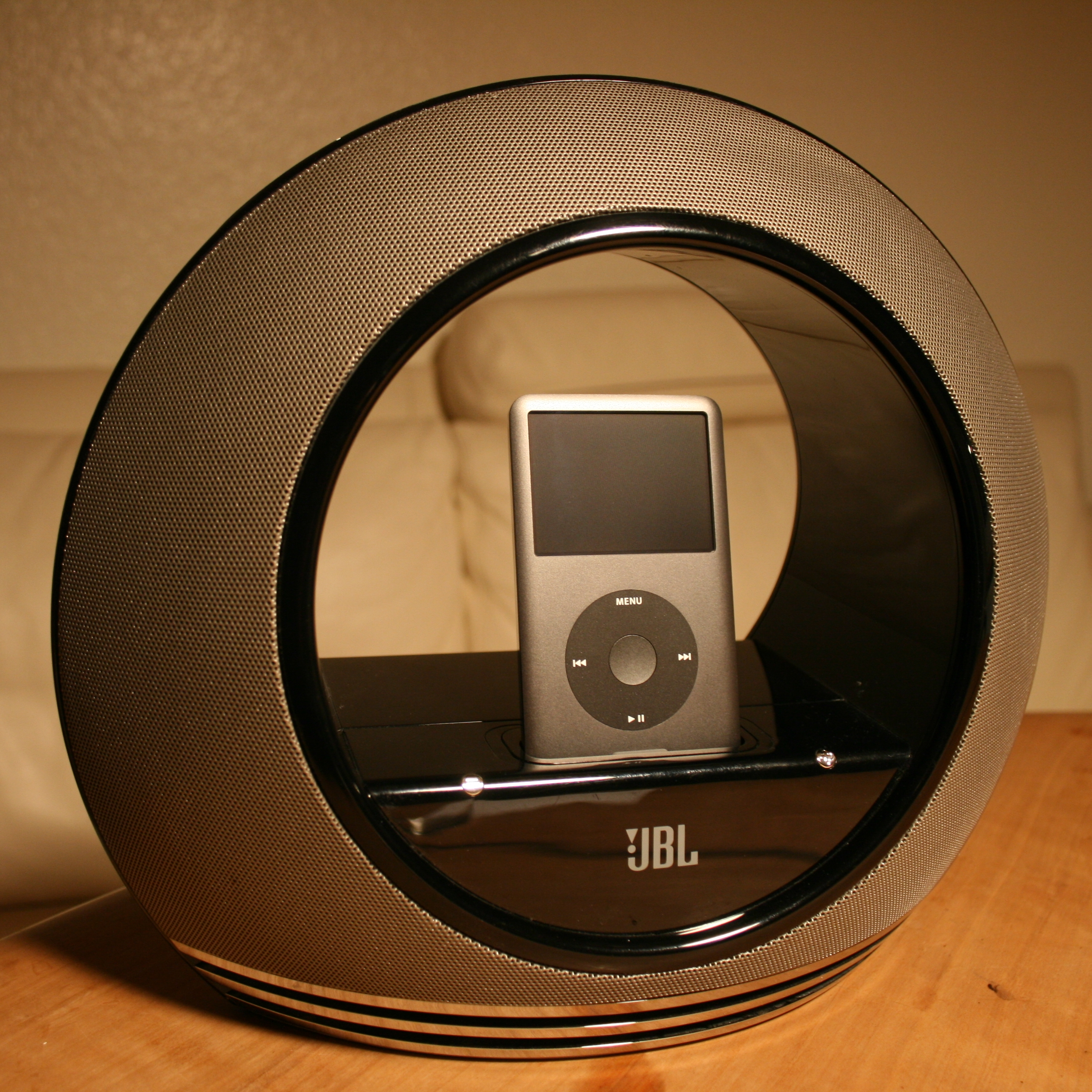
iPod対応のドックスピーカー、JBL Radial

家庭用オーディオ製品、ホームシアター、カーオーディオといった民生機器から、映画館やスタジアム、コンサートホールといった大規模施設の放送用機器、放送局やレコーディングスタジオ向けの業務用機器まで、幅広い分野の製品を手がけている。
業務用および個人用のヘッドホンも開発・製造／販売しており、パーソナルコンピューターの普及後は、パソコン用や携帯音楽プレイヤー用のアクティブスピーカーといった個人向けの製品にも力を入れたラインナップを展開しており、スマートスピーカーも手がけている。
それらの中でも特にスピーカー製品が著名であり、JBLの多くのスピーカーの特徴は、ドライバーが軽く高効率で、大型の低音用のドライバーを有していることである。また、他社では珍しいホーンドライバー、コンプレッションドライバーを備えた製品群を持っていることも、このメーカーの特筆すべき特徴である。
JBLのスピーカーは初動特性と音場表現能力に優れているとされ、プロの録音スタジオ、映画館などでも多く使われている。

### カーオーディオ
フォード・モーターとトヨタ自動車に高級車向けのカーオーディオを供給している。なお、同グループのマーク・レビンソンブランドのカーオーディオもJBLが供給を行っている。
また以前はホンダのオプションブランドであるギャザズにも供給していた。
1980年代には日産自動車のセドリック、グロリア、シルビアなどで同社ブランドのスピーカがオプションで搭載されていたことがある。ほかにも日本仕様車にはない が現代自動車のグレンジャー（TG）韓国仕様車等に純正装着されたモデルがある。

### パラゴン

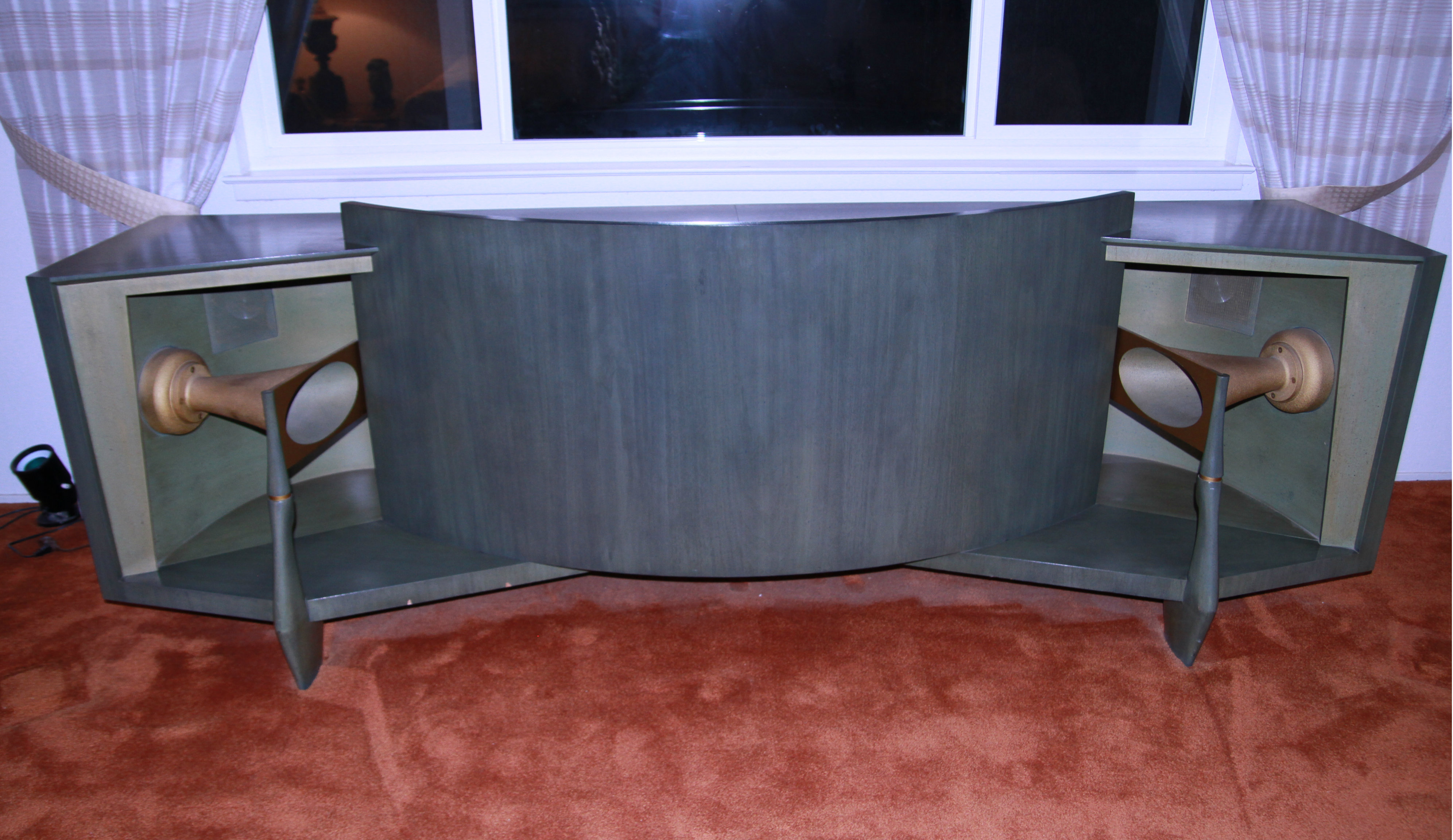
JBL Paragon

D44000「パラゴン」（Paragon ）は1957年に開発が完了し、1958年に発売されたJBL初の3ウェイ 型・オールホーン形式の左右一体型ステレオスピーカーである。
JBLのスピーカー製品の中でも名機中の名機と呼ばれ、最高級スピーカーの一つとして知られており、この形式のスピーカーは、個人設計・製作のものではなくメーカー製のものとして発売されたものでは1958年の初発売時から21世紀の現在に至るまで本機が唯一のものである。
製造には高い技術を持つ木工職人を必要とし、JBLの工房で1基ずつが全て手作業で製造されていた。1958年から1983年までの間に仕様を幾度か変更しながら約1,000台が製造され、1988年まで販売された。